# Triángulo suboccipital
El triángulo suboccipital, triángulo de Roda o simplemente triángulo de la nuca es una región del cuello delimitada por los siguientes tres músculos del grupo de los músculos suboccipitales:
- Músculo recto posterior mayor de la cabeza  - superior y medial
- Músculo oblicuo superior de la cabeza - superior y lateralmente
- Músculo oblicuo inferior de la cabeza - inferior y lateralmente

(Medial al músculo recto posterior mayor de la cabeza tenemos al Músculo recto posterior menor de la cabeza en esta región, pero no forma parte del triángulo)
Está cubierta por una capa de denso tejido fibroadiposo, situada bajo el músculo semiespinoso de la cabeza [complexo mayor].
El suelo está formado por la membrana atlantooccipital posterior, y el arco posterior del atlas.
En el profundo surco presente en la superficie superior del arco posterior del atlas se encuentran la arteria vertebral y el primer nervio cervical o suboccipital.
Se accede a la arteria vertebral por aquí para realizar una angiografía del polígono de Willis.

## Contenido del triángulo suboccipital
1. Arteria vertebral
2. Arco posterior del Atlas
3. Nervio suboccipital

El propósito de estos músculos es proporcionar la función motora fina a los movimientos de la cabeza. Las acciones de trapecio, esternocleidomastoideo y otros músculos más grandes que mueven la cabeza son refinados por los relativamente pequeños músculos del triángulo suboccipital.

## Imágenes adicionales

Animación de los músculos que rodean el triángulo suboccipital.
Acercamiento.
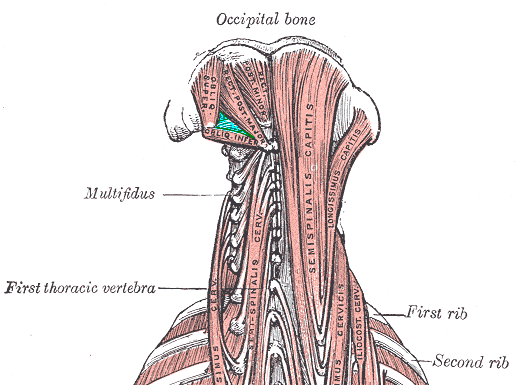
Músculos profundos de la espalda. Triángulo está etiquetado en turquesa.e.
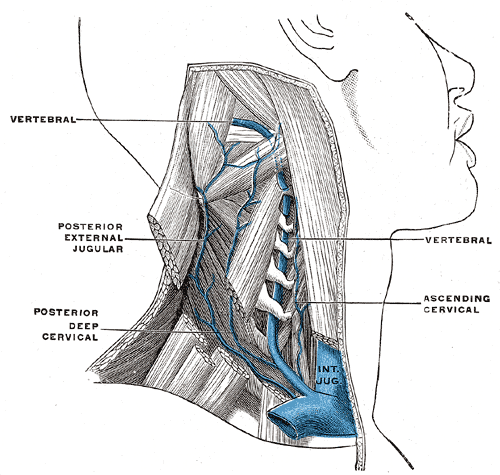
La vena vertebral.